# Michał Łasko
Michał Łasko (Breslavia, 11 marzo 1981) è un pallavolista polacco naturalizzato italiano, schiacciatore e opposto.

## Carriera
Michał Łasko, figlio del pallavolista Lech Łasko, nato in Polonia, ma con cittadinanza italiana, comincia la sua carriera pallavolistica nella Sisley Volley di Treviso nel 1997, nella seconda squadra, militante nel campionato di Serie B1; esordisce in prima squadra, in Serie A1, nella stagione 1999-00: in due stagioni di permanenza vince uno scudetto, una Coppa Italia, una Supercoppa italiana ed una Coppa dei Campioni.
Nella stagione 2001-02 viene ingaggiato dall'API Pallavolo Verona, in Serie A2, dove resta per quattro stagioni, ottenendo per due volte la promozione nella massima divisione: nel 2005 ottiene le prime convocazioni in nazionale, con la quale si aggiudica l'oro al campionato europeo e il bronzo alla Grand Champions Cup.
Dopo una stagione nella Callipo Sport di Vibo Valentia, nella stagione 2006-07 viene ingaggiato dal Piemonte Volley di Cuneo dove rimane per due annate. Nella stagione 2008-09 ritorna nuovamente a Verona, che nel frattempo aveva cambiato nome in Blu Volley Verona, disputando altri due campionati; nel 2011, con la nazionale, vince la medaglia d'argento al campionato europeo.
Nella stagione 2011-12 si trasferisce in Polonia, nella squadra del Klub Sportowy Jastrzębski Węgiel; con la nazionale vince la medaglia di bronzo ai Giochi della XXX Olimpiade di Londra. Nel campionato 2015-16 si trasferisce in Cina, prendendo parte alla Chinese Volleyball League col Sichuan Nanzi Paiqiu Dui; alla conclusione degli impegni in Cina torna in Italia, dove si aggrega per il finale di stagione alla formazione dell'Hydra Volley di Latina, impegnata in Serie B1.
Per il campionato 2016-17 si accasa al Volejbol'nyj klub Ural nella Superliga russa, rescindendo tuttavia il contratto nel marzo 2017, prima del termine della stagione.
Dopo un anno di inattività, torna in Italia per la stagione 2018-19 all'APD Roma, in Serie A2.

## Palmarès

### Club
- Campionato italiano: 1

2000-01
- Coppa Italia: 1

1999-00
- Supercoppa italiana: 1

2000
- Coppa dei Campioni: 1

1999-00

### Nazionale (competizioni minori)
- Memorial Hubert Wagner 2011

### Premi individuali
- 2014 - Champions League: Miglior realizzatore